# Pierluigi Galletti
Pour les articles homonymes, voir Galletti.
Pierluigi Galletti (né le 1er juillet 1724 à Rome et mort le 13 décembre 1790 dans la même ville) est un moine bénédictin, archéologue, littérateur et antiquaire italien portant à titre honorifique le titre d’évêque de Cyrène (de).

## Biographie
Pierluigi Galletti naquit à Rome le 1er juillet 1724, et y passa la plus grande partie de sa vie : il entra de bonne heure chez les bénédictins, et se dédia aux travaux sur l’antiquité et l’histoire littéraire et ecclésiastique. Il vécut d’abord dans l'abbaye de son ordre à Florence comme bibliothécaire et archiviste, rédigea un catalogue des manuscrits qu'il utilise pour l'écriture de Ragionamento dell’origine et de’ primi tempi dell’abadia Fiorentina, Rome, 1773, in-4°.
En 1754, il avait trouvé dans les archives, une chronique d’une abbaye appelée della Campora, qui avait été réunie à celle de Florence. Ayant cru y découvrir la véritable origine de l’Ordre de Saint-Jérôme, il envoya au cardinal Querini cette chronique, que ce prélat transmit au savant religieux Felice Maria Nerini, abbé général de cet ordre : celui-ci opposa plusieurs documents, tendant à prouver que ces religieux avaient suivi primitivement la règle de saint Augustin. Galletti publia sur ce sujet sa Lettera intorno la vera e sicura origine del venerabile ordine de’ PP. Girolamini, Rome, 1758, in-4°.
Par la suite, il s’occupa  de questions relatives à la géographie ancienne du territoire de Rome et des États pontificaux faisant  paraitre une dissertation intitulée : Capena municipio de’ Romani, Rome, 1756, où il établit que la ville se situait autrefois au lieu où se trouve un vieux château ruiné, appelé Civitacula, sur lequel il donne des renseignements historiques et diplomatiques. Cet ouvrage est suivi d’un autre du même genre : Gabbio antica città di Sabina scoperta ove era Torri, ovvero le grotte di Toro, discorso in cui si ragiona de’ SS. MM. Getulio e Giacinto con notizie di alcuni luoghi circonvicini, Rome, 1757, in-4°, où il donne des notices sur les actes de St-Gétulien et de ses compagnons et indique la véritable situation du cimetière de St-Hyacinthe, et donne des éclaircissements sur la chronique de Farfa, écrite par Gregorius Catinensis, et publiée par Muratori. Il rédige une lettre sur Ascoli : Lettera all’abate Cristofano Amaduzzi per servire ad illustrare la topografia del territorio di Ascoli nella Marra  qui est imprimée dans le tome 18 de la Nuova raccolta de Calogerà.
Pierluigi Galletti commence constituer une collection d' inscriptions du Moyen Âge sur les villes italiennes qu’il publiée en commençant  Venise : Inscriptiones Venetæ infimi ævi Romæ extantes, Rome, 1757, in-4°, puis en 1789 Bologne, 1 vol. in-4°, en 1760, Rome, en 3 volumes in-4° ; en 1761 la Marche d'Ancône, et en 1766, celles du Piémont.
Il rédige aussi des écrits sur l’histoire, les antiquités et les rites ecclésiastiques, tels que : Del vestiario della santa romana Chiesa discorso, Rome, 1758. On y trouve des détails sur l’office du Vestiarius, qui consistait à garder et surveiller le vestiaire ou dépôt des habits sacerdotaux, et sur ceux qui l’ont exercé ; le tout est appuyé sur des inscriptions, des diplômes et des monuments. Memorie di tre antiche chiese di Rieti, S. Michele Arcangelo al Ponte, sant’Agata alla Rocca, e San Giacomo, Rome, 1765. Ce sujet lui fournit l’occasion de publier des chartes et des monuments anciens. Del Primicero della S. Sede apostolica e di altri uffiziali maggiori del sagro palagio Lateranense, Rome, 1776, in-12. L’histoire des évêques de Viterbe, Lettera a Giannantonio Beretta sopra alcuni vescovi di Viterbo, Rome, 1759, in-4° et Recueil de pièces anecdotes qu’Amaduzzi a fait paraitre à Rome chez Pagliarini. On lui doit trois Homélies du vénérable Bède ; trois Discours de Thomas-Phèdre Inghirami de Volterra, l’un adressé à Ferdinand roi d’Espagne, à l’occasion de la prise du royaume de Bougie en Afrique ; l’autre est un éloge de Pierre de Vicence, évêque de Cesena, et le troisième est une Oraison funèbre de Louis Podocathare de Chypre ; et enfin des Lettres de St-Basile le Grand à une femme pieuse, appelée Théodora.
Galletti se lia d’amitié avec des prélats comme le cardinal Domenico Silvio Passionei, qui avait succédé au cardinal Querini, dans l’office de bibliothécaire du Vatican, ; Galletti a écrit sa vie sous ce titre : Memorie per servire alla storia della vita del cardinale Domenico Passionei segretario de’ brevi e bibliotecario della Santa Sede apostolica, Rome, 1762, terminée par un recueil de lettres d’hommes d’État et de savants qui ont été en correspondance avec le cardinal. Le pape Pie VI accorda sa protection à Galletti et lui conféra plusieurs bénéfices et le titre d’évêque de Cyrène (de).
Pierluigi Galletti est mort subitement d’apoplexie le 13 décembre 1790, à 66 ans.